# Chloropsis venusta
Il fogliarolo mascherato (Chloropsis venusta (Bonaparte, 1850)) è un uccello passeriforme della famiglia dei Chloropseidae.

## Etimologia
Il nome scientifico della specie, venusta, deriva dal latino e significa "amabile".

## Descrizione

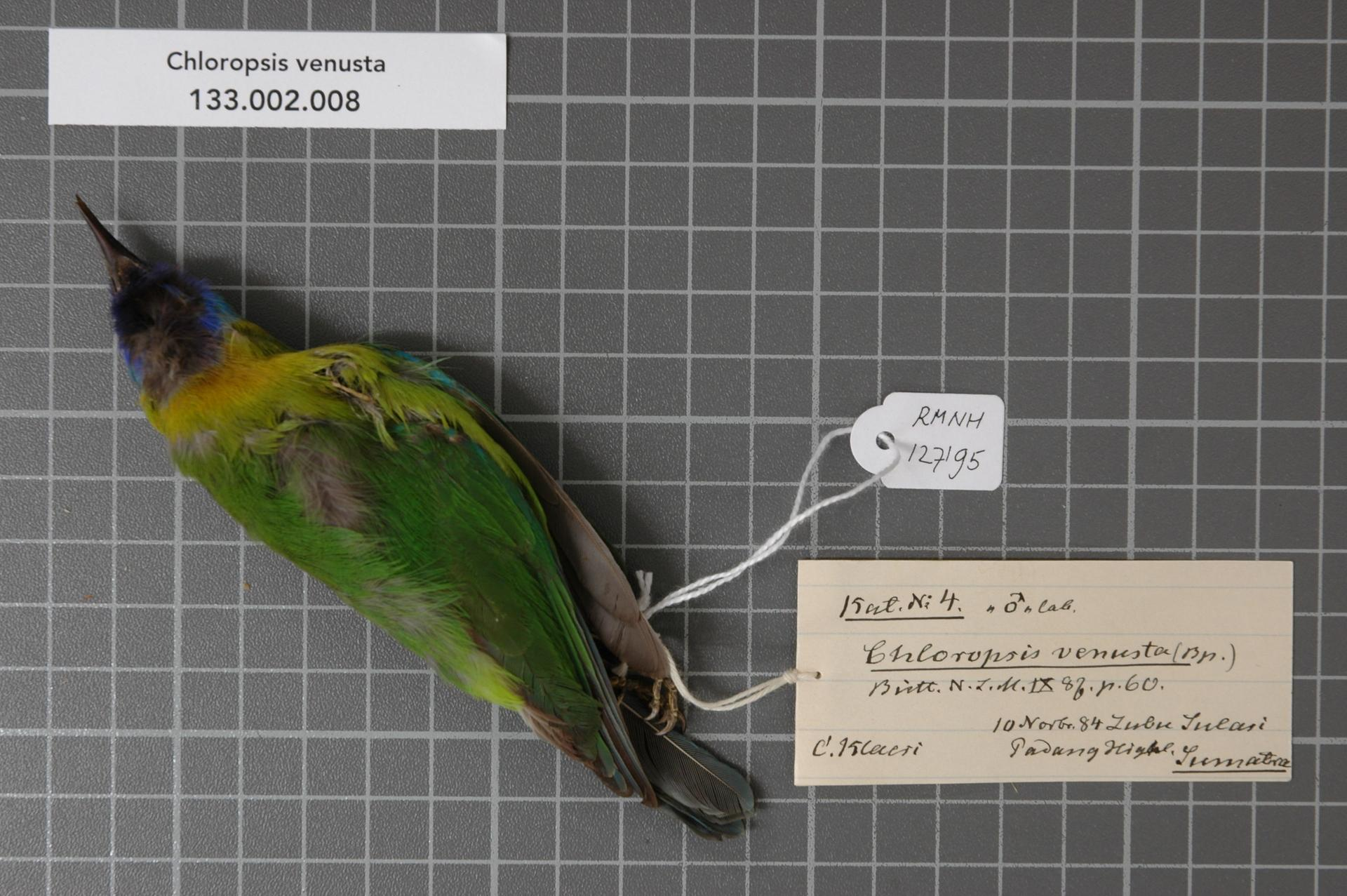
Maschio impagliato.

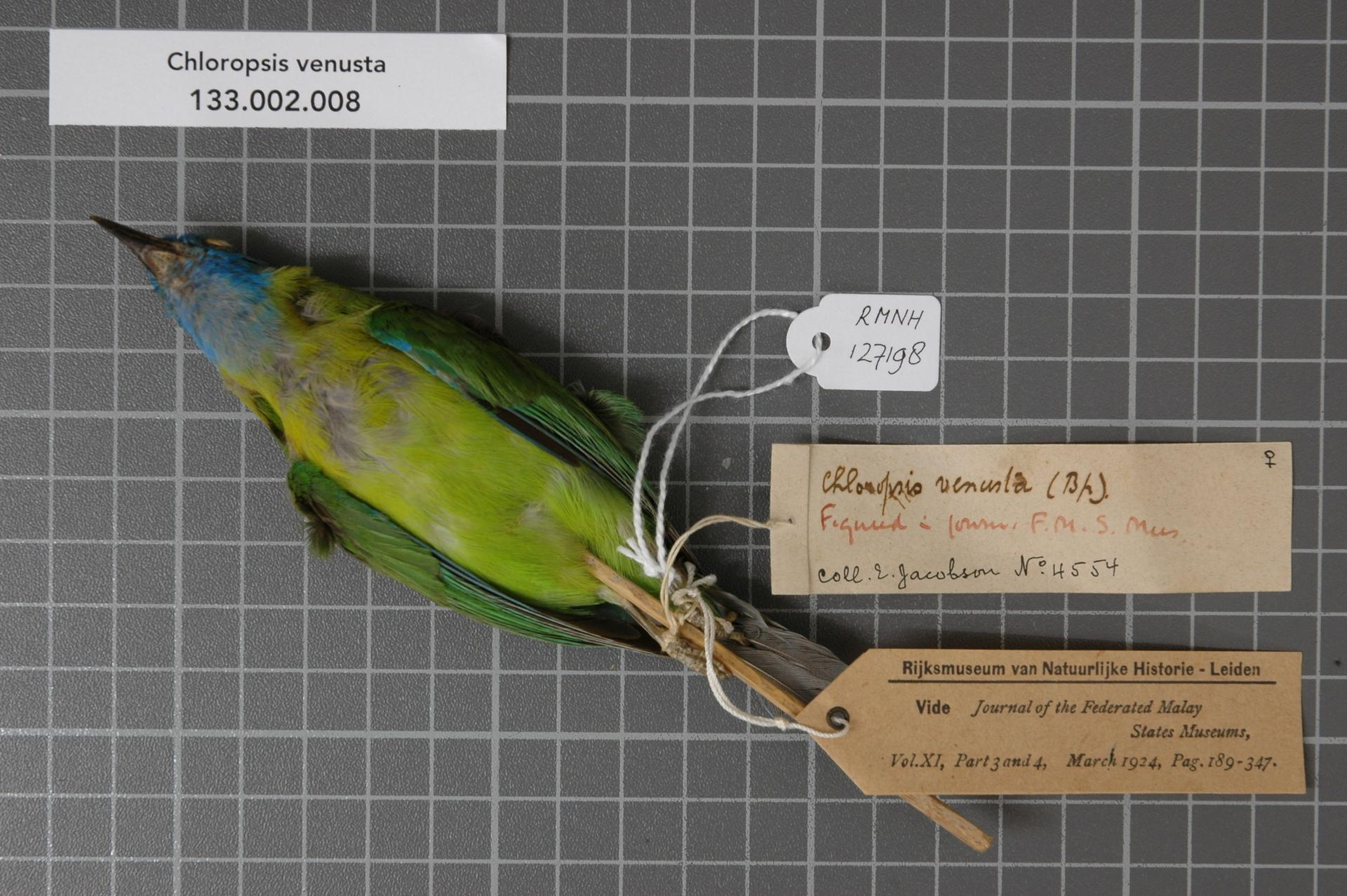
Femmina impagliata.

### Dimensioni
Coi suoi 14 cm di lunghezza, il fogliarolo mascherato rappresenta la specie di minori dimensioni della propria famiglia.

### Aspetto
Si tratta di uccelli dall'aspetto robusto, muniti di becco conico e allungato, ali arrotondate, coda dall'estremità squadrata e zampe forti.
Il piumaggio presenta dimorfismo sessuale: nelle femmine, infatti, la livrea è quasi totalmente di colore verde erba, con presenza di diffuse sfumature azzurre su fronte e area perioculare, orlo delle ali e parte superiore della coda (essendo quella inferiore di colore bruno-nerastro), mentre il petto è giallastro.

I maschi, pur presentando grossomodo i medesimi colori, presentano l'azzurro di ali e coda ed il giallo ventrale più vividi e maggiormente estesi, con quest'ultimo che oltre al petto (dove tende a virare verso l'arancio) si estende anche al ventre e al sottocoda: l'area attorno al becco e la gola sono di colore nero, il quale sfuma nel bluastro perioculare passando prima per l'indaco-violaceo.
In ambedue i sessi il becco e le zampe sono nerastri, mentre gli occhi sono di colore bruno scuro.

## Biologia
Si tratta di uccelli piuttosto schivi, che vivono generalmente in coppie o in gruppetti familiari, passando la maggior parte della giornata alla ricerca di cibo nella canopia, pronti a rifugiarsi nel folto della vegetazione al minimo segnale di pericolo, risultando pressoché indistinguibili dal fogliame (a dispetto della colorazione tutto sommato brillante) in virtù della livrea mimetica.

### Alimentazione
Questi uccelli sono onnivori, nutrendosi a seconda della disponibilità del momento di frutta, bacche, semi, granaglie, insetti ed altri piccoli invertebrati, nonché delle loro larve e uova.

### Riproduzione
Mancano informazioni sulla riproduzione di questi uccelli, la quale tuttavia molto verosimilmente non differisce da quanto osservabile nelle altre specie congeneri per modalità e tempistica.

## Distribuzione e habitat
Il fogliarolo mascherato è endemico di Sumatra, della quale popola l'asse montuoso centro-occidentale (monti Barisan) dalla punta nord-occidentale (Aceh settentrionale) all'area di Bandar Lampung.
L'habitat di questi uccelli è costituito dalla foresta pluviale sempreverde collinare e montana, primaria e ben matura.